# Grenada na Letnich Igrzyskach Olimpijskich 2008
Grenadę na Letnich Igrzyskach Olimpijskich 2008 reprezentowało 9 zawodników w 2 dyscyplinach.
Był to siódmy start reprezentacji Grenady na letnich igrzyskach olimpijskich.

## Wyniki reprezentantów Grenady

### Boks
Mężczyźni
| Rolande Moses | waga półśrednia | Toureano Johnson P 3-18 | Odpadł z dalszej rywalizacji | Odpadł z dalszej rywalizacji | Odpadł z dalszej rywalizacji | Odpadł z dalszej rywalizacji | Odpadł z dalszej rywalizacji | Odpadł z dalszej rywalizacji |

### Lekkoatletyka
Mężczyźni
| Zawodnik          | Konkurencja | Eliminacje | Eliminacje | Ćwierćfinał                  | Ćwierćfinał                  | Półfinał                     | Półfinał                     | Finał                        | Miejsce                      |
| Zawodnik          | Konkurencja | Wynik      | Miejsce    | Wynik                        | Miejsce                      | Wynik                        | Miejsce                      | Wynik                        | Miejsce                      |
| ----------------- | ----------- | ---------- | ---------- | ---------------------------- | ---------------------------- | ---------------------------- | ---------------------------- | ---------------------------- | ---------------------------- |
| Alleyne Francique | 400 m       | 46.15      | 6          | Odpadł z dalszej rywalizacji | Odpadł z dalszej rywalizacji | Odpadł z dalszej rywalizacji | Odpadł z dalszej rywalizacji | Odpadł z dalszej rywalizacji | Odpadł z dalszej rywalizacji |
| Joel Phillip      | 400 m       | 46.30      | 6          | Odpadł z dalszej rywalizacji | Odpadł z dalszej rywalizacji | Odpadł z dalszej rywalizacji | Odpadł z dalszej rywalizacji | Odpadł z dalszej rywalizacji | Odpadł z dalszej rywalizacji |
| Randy Lewis       | trójskok    | 17.06      | 15         |                              |                              |                              |                              | Odpadł z dalszej rywalizacji | Odpadł z dalszej rywalizacji |

Kobiety
RK – rekord kraju
| Zawodniczka           | Konkurencja | Eliminacje | Eliminacje | Ćwierćfinał                   | Ćwierćfinał                   | Półfinał                      | Półfinał                      | Finał                         | Miejsce                       |
| Zawodniczka           | Konkurencja | Wynik      | Miejsce    | Wynik                         | Miejsce                       | Wynik                         | Miejsce                       | Wynik                         | Miejsce                       |
| --------------------- | ----------- | ---------- | ---------- | ----------------------------- | ----------------------------- | ----------------------------- | ----------------------------- | ----------------------------- | ----------------------------- |
| Sherry Fletcher       | 100m        | 11.65      | 40         | Odpadła z dalszej rywalizacji | Odpadła z dalszej rywalizacji | Odpadła z dalszej rywalizacji | Odpadła z dalszej rywalizacji | Odpadła z dalszej rywalizacji | Odpadła z dalszej rywalizacji |
| Allison George        | 200m        | 23.45      | 30         | 23.77                         | 31                            | Odpadła z dalszej rywalizacji | Odpadła z dalszej rywalizacji | Odpadła z dalszej rywalizacji | Odpadła z dalszej rywalizacji |
| Trish Batholomew      | 400m        | 52.88      | 33         | Odpadła z dalszej rywalizacji | Odpadła z dalszej rywalizacji | Odpadła z dalszej rywalizacji | Odpadła z dalszej rywalizacji | Odpadła z dalszej rywalizacji | Odpadła z dalszej rywalizacji |
| Neisha Bernard-Thomas | 800m        | 2:00.09 RK | 7          | 2:01.84                       | 21                            | Odpadła z dalszej rywalizacji | Odpadła z dalszej rywalizacji | Odpadła z dalszej rywalizacji | Odpadła z dalszej rywalizacji |
| Patricia Sylvester    | skok w dal  | 6.44       | 21         |                               |                               |                               |                               | Odpadła z dalszej rywalizacji | Odpadła z dalszej rywalizacji |